# Xysticus multiaculeatus
Xysticus multiaculeatus is een spinnensoort uit de familie van de krabspinnen (Thomisidae).
De wetenschappelijke naam van de soort werd in 1940 gepubliceerd door Lodovico di Caporiacco.